# Cezieni
Cezieni – wieś w Rumunii, w okręgu Aluta, w gminie Cezieni. W 2011 roku liczyła 1249 mieszkańców.